# Anibiminanisibiwininiwak
Anibiminanisibiwininiwak (Chippewas of Pembina River, Pembina Band, Pembina Band of Chippewa Indians; suvremeni naziv Aniibiminani-ziibiwininiwag) /cranberry (=brusnica) river men. Dolazi od nibimina, high-bush cranberry, sibiw, river i ininiwak, men/, jedna od mnogobrojnih starih bandi Chippewa Indijanaca što su obitavali na krajnjem sjeverozapadu današnje Minnesote uz Red River of the North, i susjednom području kanadske provincije Manitobe na pritoci poznatoj kao Pembina. U taj kraj prebačeni su 1807. s jezera Sandy Lake u Minnesoti na zahtjev kompanije Northwest Fur Co.
Njihovi potomci danas su Pembina Chippewa Indijanci, Roseau River Chippewa u Manitobi i neke bande u Sjevernoj Dakoti: Mikinakwadshiwininiwak (kod Swantona Midinakwadshiwininiwak, danas poznati kao Mikinaakwajiw-ininiwag ili Turtle Mountain) i Little Shell u Montani.